# اس‌ام یو-۲۲ (آلمان)
اس‌ام یو-۲۲ (آلمان) (به انگلیسی: SM U-22 (Germany)) یک زیردریایی بود که طول آن ۶۴٫۱۵ متر (۲۱۰ فوت ۶ اینچ) و ارتفاع آن ۷٫۳۰ متر (۲۳ فوت ۱۱ اینچ) بود. این زیردریایی در سال ۱۹۱۳ ساخته شد.